# فرناندو كولونجا
فرناندو كولونجا Fernando Colunga (ولد في 3 مارس، 1966 في مكسيكو سيتي، المكسيك) هو الممثل المكسيكي المعروف بأدائه في المسلسلات المكسيكية.

## حياته الشّخصية
ولد النجم فرناندو كولونجا Fernando Colunga يوم 3 مارس سنة 1966، وقد كان وحيد والديه، والده هو السيد Fernando Colunga الذي كان يعمل مهندسا أما والدته فهي السيدة Margarita Olivares وهي ربة منزل، وفي حديث عن طفولته أكد أنه لم يكن طفلا مشاغبا بل على العكس لطالما كان هادئا وذلك نتيجة تربية والدية الصارمة والذكية فهما كانا يعاملانه بعقلانية وربّياه على أنه حر لكن هذه الحرية تنتهي عندما تمس حرية الآخرين، مما جعله يعي الإحترام الذي يستحقه غيره ومؤمن بأن الصدق والبساطة هما الأفضل. وخلال طفولته قام بأمرين أو ثلاثة أمور خاطئة تلقى بسببهما عقوبات قاسية جعلته طفلا متحملا للمسؤولية ومنضبطا، وعلى الرغم من أنه كان وحيد والدية إلا أنه لم يكن مدللهم بل كان هناك توازن في منزله وعن هذا الأمر قال «والدي شكل دائما دعما لي، ولكن أيضا وبّخني عندما كنت بحاجة إلى التوبيخ».
وقد قام بأول حفل تواصل له عندما كان يبلغ 10 سنوات، وقد كان هذا اليوم مميزا له، أما الأطفال الذين حضروا لهذا الحفل فهم الآن أصدقاء العمر حسب ما قاله الإمبراطور في أحد اللقاءات. أما بخصوص الدراسة فقد أمضى فرناندو كولونجا Fernando Colunga سنوات الحضانة في Partenón أما الإعدادي والثانوي فقد درسه في la Salle ودراسته الجامعية فقد كانت في iberoamericana، وهناك درس الهندسة المدنية حيث تخرج كمهندس مدني. فرناندو كولونجا Fernando Colunga يرى في أمه الانسانة المخلصة والأم الحنون التي يتمنى أن يقترن بها ويرى في والده القدوة والسند والمحب لزوجته وهو يتمنى لو يحيا حياة زوجية كتلك التي يعيشها والدية من الحب والتفاهم.

## حياته الفنّية

### بداياته في مجال التمثيل
ولد فرناندو كولونجا Fernando Colunga في 3 مارس سنة 1966، في مكسيكو سيتي عندما بلغ 22 سنة من العمر بدأ الممثل في الحصول على فرص في الأفلام المكسيكية بأدوار ثانوية. بدأ كل شيء سنة 1988، عندما فتحت له أخيرا Televisa الأبواب حيث منحته هذه الفرصة للعمل في عالم المسلسلات المكسيكية، وذلك بدور البديل في مسلسل "Dulce desafío"، حيث قام بالأدوار الصعبة بدلا من Eduardo Yáñez.
بعد هذا الدور بدأ بالتمثيل في عدة مسلسلات والظهور في البرامج مثل مسلسل الأطفال الشهير Plaza Sésamo ومسلسلات أخرى مثل "Cenizas y diamantes", "Madres egoístas" وAlcanzar una estrella II كل هذا في سنة 1991. سنة 1992 كانت سنة النجاح الكبير لهذا النجم الذي كان يعد بالكثير فقد تم استدعاؤه للعمل في المسلسل الشهير "María Mercedes" حيث قدم دور Chicho هذا الدور الذي كان سيقدم فقط في 10 حلقات لكن يبدو ان الجمهور المكسيكي اعجب بهذا الشرير واحبه مما جعل الإنتاج يقرر ابقاءه لـ 80 حلقة أخرى !!
بعد هذا الدور بسنة واحدة عاد فرناندو كولونجا Fernando Colunga من جديد لشاشة التلفزيون هذه المرة في إنتاج لـ Carla Estrada وهو مسلسل Más allá del puente هذا المسلسل جعله يرشح لجائزة «أفضل اكتشاف في فئة الذكور» ضمن جوائز TVyNovelas لكنه لم يفز بها، سنة 1994 من جديد يطل علينا من جديد رفقة الممثلة Thalia وذلك في مسلسل Marimar بدور Adrián Rosales، وفي نفس السنة انتقل الممثل من التلفزيون إلى للسينما وذلك بعدما كان بطلا لفيلم "Bésame en la boca" رفقة النجمة الشهيرة Paulina Rubio وخلال سنة 1995 عاد للعمل مجددا رفقة المنتجة Carla Estrada وذلك من خلال المسلسل التاريخي Alondra حيث لعب دور الجندي Raúl Gutiérrez رفقة Veronica Merchant بالإضافة لنجوم آخرين مثل Gonzalo Vega, Ernesto Laguardia, Marga Lopez, Ana Colchero, Juan Manuel Bernal, Beatriz Sheridan, Eric del Castillo وآخرين.

### أعمال قادته للعالمية
في سنة 1995، منحت لفرناندو كولونجا Fernando Colunga الفرصة للعمل لأول مرة في بطولة المسلسلات التلفزيونية، حيث تمكن من لعب دور الشاب الغني المستهتر والسكير Luis Fernando De La Vega، وللمرة الثالثة مع الممثلة والمغنية وسيدة الأعمال Thalia وذلك في المسلسل الشهير والناجح María la del barrio، مما لا شك فيه كان واحدا من أبرز المسلسلات التلفزيونية الرائعة التي قدمها فرناندو كولونجا Fernando Colunga، حيث كان يملك الشجاعة والكاريزما لهذا الدور.
سنة 1997 كانت سنة المجد والشهرة العالمية لهذا الممثل وذلك بعد أخذه بطولة المسلسل الناجح Esmeralda حيث لعب دور الشاب José Armando Peñarreal إلى جانب النجمة Leticia Calderón، هذا المسلسل بيع إلى أكثر من 170 دولة عبر العالم وحقق فيها نجاحا باهرا مما جعله نجما عالميا موهوبا يطارده ملايين المعجبين ليس هذا كل شيء، بل ان هذا المسلسل جعله يفوز للمرة الأولى بجائزة «أفضل ممثل» في حفل توزيع جوائز TVyNovelas. بعد هذا النجاح الكبير ابتعد فرناندو كولونجا Fernando Colunga عن الشاشة لكن ليس عن الجمهور، الذي ضرب له موعدا في المسرح وذلك من خلال مسرحية "Pecado no original" رفقة النجمة المكسيكية الجميلة Chantal Andere. سنة 1998 عاد النجم الشهير من جديد ليحتل قلوب المشاهدين في العالم وذلك بدور Carlos Daniel Bracho في المسلسل الناجح La usurpadora ترافقه الفنزويلية الجميلة Gabriela Spanic، من جديد رشح لجائزة 'أفضل ممثل' ضمن جوائز TVyNovelas ولكنه لم يفز بها. بعدها وتحديدا خلال سنة 1999 أخذ من جديد دورا بطوليا آخر هذه المرة مع الممثلة Edith González وذلك في مسلسل Nunca te olvidaré في نفس السنة قدم مسلسل للأطفال Cuento de navidad تشاركه البطولة Chantal Andere.
دون التفكير في الراحة يطل نجم المسلسلات من جديد بدور ناجح آخر الحديث هنا عن Carlos Manuel Rivero بطل مسلسل Abrázame muy fuerte رفقة الممثلة المكسيكية Aracely Arámbula والثنائي المتألق Victoria Ruffo وCésar Évora. هذا الدور منحه عدة جوائز: جائزة 'أفضل ممثل' في حفل توزيع جوائز TVyNovelas وكذلك جائزتي El Heraldo de México وACE. بعد سنوات من النجاح والتألق والانتقال من دور لآخر قرر النجم فرناندو كولونجا Fernando Colunga أخذ قسط من الراحة ليدرس التمثيل والاخراج ليعود سنة 2001 بدور مختلف ومفاجئ ذلك في مسلسل Navidad sin fin حيث قام بدور شاب فقير وقبيح للغاية.

### أعمال ومسلسلات كسرت كلّ المقاييس
سنة 2003 تعرف الجمهور اللاتيني على قصة تاريخية ناجحة من خلال مسلسل Amor real، من جديد فرناندو كولونجا Fernando Colunga يعمل مع المنتجة Carla Estrada حيث قدم لنا الدور الذي لا ينسى Manuel Fuentes Guerra مع الممثلة الناجحة Adela Noriega هذا الدور جعله يحصل جائزة 'أفضل ممثل' من TVyNovelas و'أفضل ممثل' من حفل ACE، المسلسل حقق نجاحا دوليا كبيرا وحصد اغلب الجوائز ويعتبر من أهم كنوز الفن اللاتني. من جديد يقرر فرناندو كولونجا Fernando Colunga العودة للمسرح من خلال مسرحية "Trampa de Muerte" بجانب النجم الكبير César Evora.
لم يمر وقت طويل حتى قررت المنتجة Carla Estrada الاستفادة من جديد من براعة واهمية اسم ناجح كاسم فرناندو كولونجا Fernando Colunga ليكون بطلا في مسلسل تاريخي آخر الحديث هنا عن المسلسل الناجح Alborada إنتاج سنتي 2005 و2006 وعمل للمرة الأولى مع نجمة المكسيك الأولى Lucero رفقة كل من Valentino Lanús, Daniela Romo, Mariana Garza, Luis Roberto Guzmán, Vanessa Guzmán, Arturo Peniche, Irán Castillo وآخرون، هذا العمل حقق نجاحا كبيرا واستطاع نجم المسلسلات الحصول مجددا على على جائزة 'أفضل ممثل' في جوائز TVyNovelas وكذلك ACE.
وعلى ما يبدو فان Carla Estrada قررت ان لا تتخلى عن نجم مثل فرناندو كولونجا Fernando Colunga' لهذا قررت ان يكون بطل عملها التالي لسنة 2007 وهو مسلسل Pasión مسلسل تاريخي آخر ينضاف لسلسلة المسلسلات التاريخية التي عمل بها فرناندو كولونجا Fernando Colunga والذي حقق من خلاله نجاحا كبيرا رغم كل ما اشيع عن عدم كونه ناجحا هذه المرة البطولة النسائية كانت من نصيب الممثلة Susana González، وخلال نفس السنة قام ببطولة فيلم Ladrón que roba a ladrón رفقة العديد من نجوم الدراما اللاتينية مثل: Miguel Varoni, Gabriel Soto, Sonya Smith وSaúl Lisazo عن هذا الفيلم حاز الممثل الناجح على جائزة 'اروع ممثل' في جوائز Juventud.

### أعمال حافظت له على مكانته كنجم لاتيني
سنة 2008 يقرر فرناندو كولونجا Fernando Colunga ان يعود للمسلسلات العصرية من خلال قبوله بطولة مسلسل Mañana es para siempre رفقة الممثلة الجميلة Silvia Navarro والنجمة Lucero التي لعبت دور الشر في هذه القصة هذه المرة المسلسل كان من إنتاج Nicandro Díaz، وبفضل دوره Eduardo Juárez في هذا المسلسل حصل على جائزة 'أفضل ممثل' و'أفضل ثنائي رفقة الممثلة Silvia Navarro' من حفل توزيع جوائز People en Español. ورشح لجائزة 'أفضل ممثل' ضمن جوائز TVyNovelas بعد هذا المسلسل اختفي فرناندو كولونجا Fernando Colunga من جديد من أجل التفرغ للدراسة وعاد سنة 2010 بمسلسل Soy tu dueña رفقة المنتج Nicandro Díaz حيث قام بدور José Miguel Montesinos واجتمع من جديد بالنجمتين الجميلتين والمتألقتين Lucero وGabriela Spanic. الأولى كبطلة والثانية كشريرة، هذا المسلسل حقق النجاح الكبيرا وكانت نسب مشاهدته جد عالية وللمرة الخامسة يفوز بجائزة 'أفضل ممثل' في جوائز TVyNovelas وجوائز People en Español كما انه رشيح لجائزة 'أفضل ثنائي' مع Lucero في جوائز People en Español لكنهما لم يفوزا بها.
غاب فرناندو كولونجا Fernando Colunga من جديد هذه المرة لمدة سنتين وذلك من أجل دراسة الاخراج السينمائي، والاسترخاء قليلا، ليظهر أواخر سنة 2011 وذلك من خلال مسرحيته الناجحة Manos Quietas حيث شارك معه كل من Lorena Rojas y Aylín Mujica هذه المسرحية التي لاقت اقبلا جماهريا واسعا ونجاحا كبيرا، بعد هذه المسرحية وفي شهر يوليوز سنة 2012 تم تكريم الوسيم وذلك بمنحه جائزة premio Supernova في Premios Juventud، والتي تعتبر بمثابة تتويج واعتراف وفخر بمسيرة الإمبراطور المهنية، وفي نفس السنة تم ترشيحه لعدد من المسلسلات في النهاية وافق على بطولة المسلسل الناجح Porque el Amor Manda هذا المسلسل بيع لـ 57 دولة قبل ان يبدأ عرضه ونجح نجاحا باهرا في المكسيك ما يزال لحد الآن يحظى بنسبة متابعة هامة رغم انها التجربة الأولى له في مجال الكوميديا الا انها تجربة ناجحة جدا المسلسل يضم نخبة من نجوم المكسيك تشاركها لبطولة النجمة وملكة جمال المكسيك السابقة Blanca Soto وهو من إنتاج Juan Osorio وستكون نهايته منتصف يونيو المقبل.
عمل فرناندو كولونجا Fernando Colunga في المجمل في 20 من المسلسلات التلفزيونية المكسيكية، حظي من خلالها بدور البطولة 13 مرة، ترافقه ممثلاث مهمات ولهن وزنهن في الساحة اللاتينية، واليوم الممثل يبلغ 47 عاما من العمر وبالتأكيد قد كسب احترام وقلب الجمهور المكسيكي وأمريكا اللاتينية. حيث أصبح اسطورة الفن اللاتيني واستحق معها الحصول على لقب إمبراطور وملك المسلسلات.

## معلومات متنوعة

### هل تعلم
- مارس فنون القتال منذ كان في التاسعة من عمره.
- يمارس رياضة الغوص في البحر الكاريبي، كما انه غواص ماهر.
- يعشق ركوب الدرجات البخارية في وقت فراغة.
- يعرف كيف يستخدم السهم والقوس.
- يحب ممارسة الألعاب الرياضية مثل الاسكواش وموتوكروس.
- يذهب إلى صالة الألعاب الرياضية كل يوم لمدة ساعة ونصف.
- يحب القيام بالأعمال المطبخية، لهذا هو يطبخ ويأكل بنفسه.
- تخصص في الهندسة المدنية.
- كان يعمل كاداري.
- كان نادلا في السابق وحارسا في ابواب الملاهي.
- كان يملك متجر لاجهزة الكمبيوتر حيث انه كان يقوم ببيع الأجهزة الألكترونية وأنظمة الحواسيب.
- يمتلك عمله الخاص في تجارة قطع غيار السيارات.
- هو الأعلى اجرا في Televisa حيث يتقاضى مبلغا أكبر من باقي الممثلين ويبلغ اجره 60000 دولار شهريا.
- نال تعليمه في مجال الدراما في معهد دراسة الفنون لـ Televisa والمعروف باسم CEA.
- عمل كممثل بديل في بعض المسلسلات التلفزيونية.
- كانت بداياته الأولى كممثل في أدوار الشر.
- درس الاخراج السينيمائي ويفكر في الاختصاص فيه بعد اعتزاله.
- درس الإنتاج التلفزيوني في لندن.
- ممثل بعيد عن الصحافة وبعيد عن الفضائح والقيل والقال.
- ممثل لا يشرب ولا يدخن بالإضافة إلى انه يكره التدخين ويطلب من زملائه واصدقائه ان لا يدخنوا امامه كما انه ينصحهم بالتخلي عن هذه العادة السيئة.
- عدا أنه رجل وسيم جذاب فهو على أعلى درجة من التعليم وقدم أعمال مميزة في المسرح والسينما.
- معظم مسلسلاته وصلت في المتوسط إلى 140-150 بلدان المختلفة وعادات وثقافات مختلفة
- بعد أخذه ادوار البطولة أصبح مشهورا في جميع البلدان لكن سبب شهرته الحقيقية كان مسلسله Esmeralda الذي بيع لأكثر من 170 دولة عبر العالم.
- اشتهر في السينما بعد أخذه البطولة في فيلم "Bésame en la boca " مع Paulina Rubio.
- اتيحت له الفرصة للعمل في برامج الأطفال مثل برنامج "Plaza Sésamo" حيث كان يلعب دور Fausto.
- واحد من أكثر الناس شهرة في المكسيك لكونه واحدا من أكثر الممثلين نجاحا في المسلسلات التلفزيونية وأدواره كما مسلسلاته لاقت نجاحا مدويا.
- أفضل اصدقائه هي الممثلة الناجحة Lucero
- أول قبله للوسيم كانت في سن 13.
- لا يملك حسابا في تويتر ولا في فيس بوك ولا أي موقع من المواقع الاجتماعية وعوض ذلك يتواصل مع محبيه عبر موقعه الخاص.
- لا يحب الظهور الكثير ويفضل الاختفاء بعد انتهاء أعماله.

### أرقام وحقائق
- رقم 1: هو رقم فرناندو كولونجا Fernando Colunga فهو الممثل الأول في العالم اللاتيني حسب معجبيه.
- رقم 2: هو عدد الأطفال الذي يتمنى فرناندو كولونجا Fernando Colunga ان يحصل عليه.
- رقم 3: يمثل تاريخ ميلاده اليوم والشهر، كما انه عدد المسلسلات التي شارك فيها مع النجمتين Thalia وLucero.
- رقم 5: هو عدد المرات التي فاز بها فرناندو كولونجا Fernando Colunga بجائزة أفضل ممثل ضمن جوائز TvyNovelas.
- رقم 7: هو عدد المسلسلات التي ظهر فيها فرناندو كولونجا Fernando Colunga بادوار ثانوية.

- رقم 8: هو عدد الكيلغرامات التي فقدها فرناندو كولونجا Fernando Colunga من أجل مسلسله Porque El Amor Manda.
- رقم 9: يمثل سن فرناندو كولونجا Fernando Colunga عندما بدأ لأول مرة التدرب على فنون القتال.
- رقم 11: عدد المرات التي رشح فيها للفوز بجوائز TvyNovelas.
- رقم 13: هو عدد المسلسلات التي من بطولة فرناندو كولونجا Fernando Colunga والتي تم عرضها في المتوسط في 150 دولة مختلفة.
- رقم 20: هو عدد المرات التي حضر فيها إلى البرنامج الشهير Show de Cristina.

## الأعمال

### الأعمال التلفزية
| السنة | المسلسل                             | الدور                                  |
| ----- | ----------------------------------- | -------------------------------------- |
| 1990  | Cenizas y diamantes                 | دور صغير                               |
| 1992  | Maria Mercedes                      | Chicho                                 |
| 1993  | Madres Egoistas                     | دور صغير                               |
| 1994  | Mas alla del puente                 | Valerio Rojas                          |
| 1994  | Marimar                             | Engr. Adrian Rosales                   |
| 1995  | ماريا ابنة الحي Maria la del Barrio | Luis Fernando de la Vega               |
| 1995  | Besame en la Boca                   | Arturo                                 |
| 1995  | Esclavos de la Pasion               | دور صغير                               |
| 1995  | Alondra                             | Raul Gutierrez                         |
| 1997  | إزميرالدا Esmeralda                 | Dr. José Armando Peñarreal de Velasco  |
| 1998  | La Usurpadora                       | Carlos Daniel Bracho                   |
| 1999  | Cuento de Navidad                   | Jaime Rodríguez Coder                  |
| 1999  | Nunca te Olvidare                   | Luis Gustavo Uribe del Valle           |
| 2000  | ماريا دل كارمن Abrazame muy Fuerte  | Carlos Manuel Rivero                   |
| 2001  | Navidad sin Fin                     | Pedro                                  |
| 2003  | الحب الحقيقي Amor Real              | Manuel Fuentes Guerra                  |
| 2005  | Alborada                            | Luis Manrique y Arellano               |
| 2007  | الحب الأسير Pasión                  | Ricardo de Salamanca/Lopez de Carvajal |
| 2008  | Mañana Es Para Siempre              | Eduardo Juarez/Franco Santoro          |
| 2010  | Soy Tu Dueña                        | Jose Miguel Montesinos                 |
| 2012  | Porque el amor manda                | Jesus García                           |
| 2015  | Pasión y poder                      | Eladio Gómez Luna                      |

## روابط خارجية
- فرناندو كولونجا على موقع IMDb (الإنجليزية)
- فرناندو كولونجا على موقع ألو سيني (الفرنسية)
- فرناندو كولونجا على موقع تيرنر كلاسيك موفيز (الإنجليزية)
- فرناندو كولونجا على موقع أول موفي (الإنجليزية)
- فرناندو كولونجا على موقع قاعدة بيانات الفيلم (الإنجليزية)
- فرناندو كولونجا على موقع كينوبويسك (الروسية)

الموقع الرّسمي لفرناندو كولونجا
صفحة فرناندو كولونجا على موقع esmas
صفحة فرناندو كولونجا على موقع imdb
تقـ عن الزعيم Fer Colunga ـرير بمناسـ عيد ميلاده ـبة